# Diocese de Cachoeira do Sul
A Diocese de Cachoeira do Sul (Dioecesis Cachoëirensis Australis) é uma divisão territorial da Igreja Católica, no município de Cachoeira do Sul, no estado do Rio Grande do Sul.

## Histórico
A Diocese foi criada no dia 17 de julho de 1991 por meio da bula Brasilienses Quidem do Papa João Paulo II. No mesmo dia, foi nomeado seu primeiro bispo, Dom Ângelo Domingos Salvador.
A diocese foi instalada no dia 29 de setembro de 1991, tendo sido empossado, no mesmo dia, seu primeiro bispo, pelo delegado do núncio apostólico, Dom Altamiro Rossato, arcebispo de Porto Alegre.

## Território
É composta de 15 paróquias. Atende a 14 municípios cujas populações são majoritariamente de origem teuto-brasileira, ítalo-brasileira, polaco-brasileira, afro-brasileira e luso-brasileira.

## Bispos

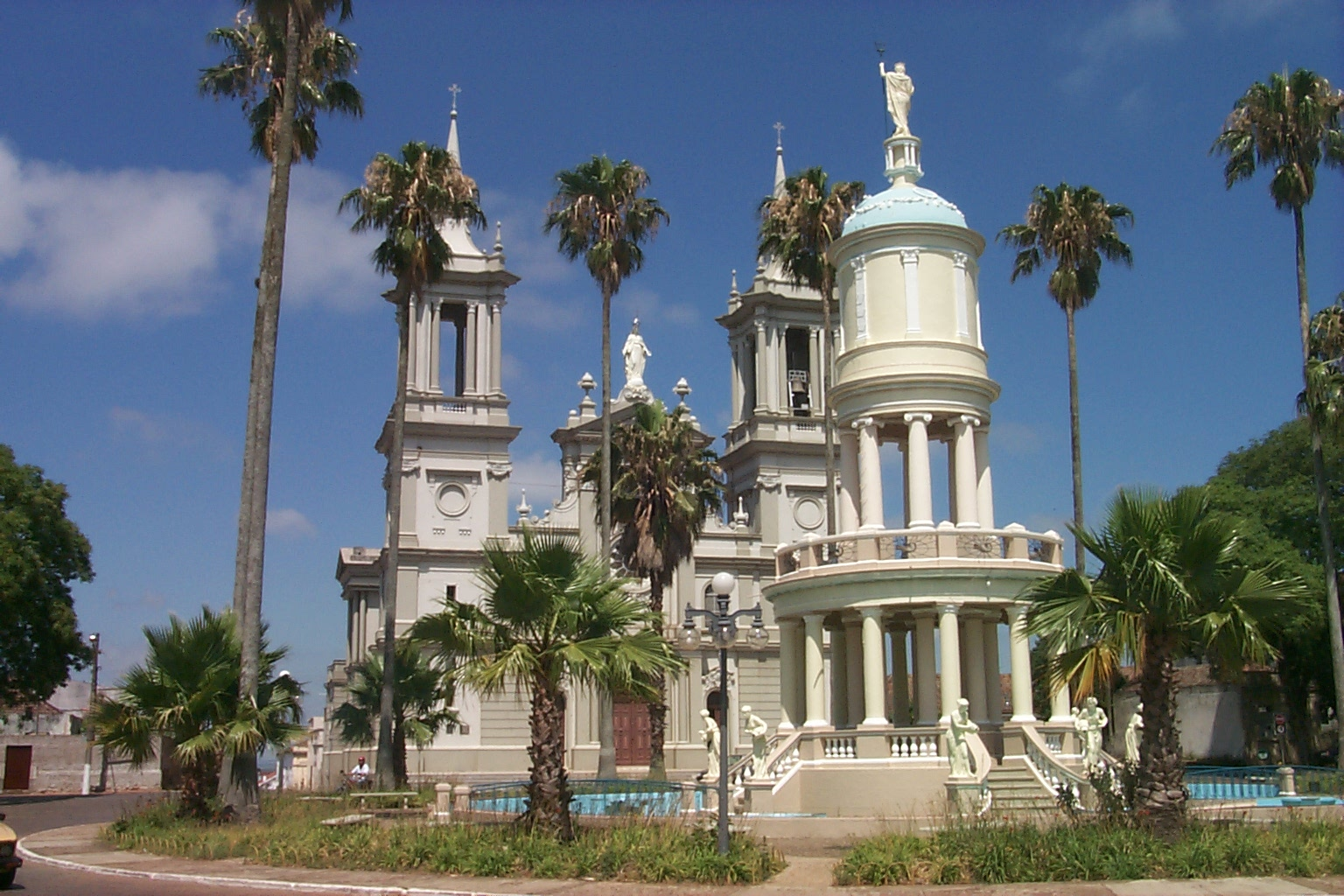
Château d'Eau e, ao fundo, a Catedral Nossa Senhora da Conceição.

|        | Nome                                 | Período   | Notas                       |
| Bispos | Bispos                               | Bispos    | Bispos                      |
| ------ | ------------------------------------ | --------- | --------------------------- |
| 4º     | Edson Batista de Mello               | 2019-     | atual                       |
| 3º     | Remídio José Bohn                    | 2011-2018 | Falecimento em 06/01/2018   |
| 2º     | Irineu Sílvio Wilges, O.F.M.         | 2000-2011 |                             |
| 1º     | Ângelo Domingos Salvador, O.F.M.Cap. | 1991-1999 | Nomeado Bispo de Uruguaiana |